# 4141 Nintanlena
4141 Nintanlena (1978 PG3) là một tiểu hành tinh vành đai chính được phát hiện ngày 8 tháng 8 năm 1978 bởi N. S. Chernykh ở Nauchnyj.